# Hilmar Kass
Poul Martin Hilmar Kass (født 2. december 1926 i Strendur på Eysturoy, død 16. april 2023) var en færøsk lærer og politiker (SF).
Han aflagde styrmandseksamen i 1950, og samme år senere skippereksamen, og navigatøreksamen i 1951. Han tog derefter lærereksamen ved Føroya Læraraskúli i 1962. Kass var sømand, skipper og lærer ved Tórshavnar millum- og realskúli 1962–1963, ved Føroya Studentaskúli og HF-skeið 1963–1969, og ved Føroya Sjómansskúli 1969–1994. Ved sidstnævnte var han vicerektor 1973–1993 og rektor i første halvår af 1994. Kass var desuden censor ved Føroya Sjómansskúli 1966–1969. Kass var bestyrelsesmedlem i Tryggingarsambandið Føroyar 1982–1997 (formand fra 1985), Føroya Barnaheimi 1981–1984, og Hvíldarheimin Naina 1981–1984, samt medlem af Søretten 1963–1969.
Hilmar Kass blev valgt til Lagtinget fra Suðurstreymoy 1966–1988. Han var gruppeformand 1970–1988 og formand for Lagtingets markedsudvalg, forløberen for Udlandsudvalget, 1970–1974 og 1981–1988.